# Sébastien Deleigne
Sébastien Deleigne (Tolosa, 4 luglio 1967) è un ex pentatleta francese.
Ha rappresentato la Francia ai Giochi olimpici estivi di Barcellona 1992, Atlanta 1996, Sydney 2000 e Atene 2004.

## Palmarès
In carriera ha conseguito i seguenti risultati:
- Mondiali:

Darmstadt 1993: argento nel pentathlon moderno staffetta a squadre ed bronzo individuale.
Sheffield 1994: oro nel pentathlon moderno a squadre.
Roma 1996: argento nel pentathlon moderno staffetta a squadre.
Sofia 1997: oro nel pentathlon moderno individuale.
Città del Messico 1998: oro nel pentathlon moderno individuale e bronzo a squadre e staffetta a squadre.
- Europei

Sofia 1993: bronzo nel pentathlon moderno individuale.
San Benedetto del Tronto 1995: oro nel pentathlon moderno individuale.
Székesfehérvár 1997: argento nel pentathlon moderno staffetta a squadre.
Uppsala 1998: oro nel pentathlon moderno individuale, a squadre e staffetta a squadre.
Drzonków 1999: argento nel pentathlon moderno a squadre.